# جووانی پونتو
جووانی پونتو (به ایتالیایی: Giovanni Punto)‏ (۲۸ سپتامبر ۱۷۴۶–۱۶ فوریهٔ ۱۸۰۳) با نام اصلیِ یان واسلاف اِشتیخ (به چکی: Jan Václav Stich) آهنگساز، نوازندهٔ برجستهٔ هورن و موسیقی‌دان اهل جمهوری چک بود. او در ۲۰سالگی به ایتالیا رفت و نام اصلی‌اش را به «جووانی پونتو» تغییر داد.
پونتو از پیشگامان فن «hand-stopping» در نواختن سازِ کُر است که سبب می‌شود این ساز قادر به نواختنِ دایرهٔ وسیعی از نت‌ها باشد.
او در قرن ۱۸ و اوایل قرن ۱۹ میلادی شهرتی بین‌المللی داشت و در پاریس، لندن و سرتاسر آلمان به‌خوبی شناخته‌شده بود.